# 埃爾莫爾 (伊利諾伊州)
埃爾莫爾（英語：Elmore）是位於美國伊利諾伊州皮奧里亞縣的一個非建制地區。該地的面積和人口皆未知。

## 地理
埃爾莫爾的座標為40°57′24″N 89°58′37″W / 40.95667°N 89.97694°W，而該地的平均海拔高度為187米（即614英尺）。